# Kores
 (octobre 2012).
 (août 2022).
 (août 2022).
Kores est une entreprise autrichienne spécialisée dans les articles de bureau dont le siège est à Vienne. Elle appartient à la société suisse Kores holding Zug.

## Historique
La société a été fondée à Vienne en 1887 par Wilhelm Koreska. Elle produisait des articles de bureau chimiques tels que le papier carbone. Confrontée à la diminution des ventes de papier carbone due à l'évolution des technologies, Kores commença à se concentrer sur la production de bâtons de colle et de produits de correction dans les années 1990. Dans les années 2000, la société élargit sa gamme à des produits comme les scooters, rubans correcteurs 2WAY, Neon bâtons de colle de couleur, stylos-feutre, distributeurs de ruban adhésif, crayons de couleur, crayons de cire, crayons et taille-crayons.
En 2010, Pierre et Robert Koreska ont racheté les droits sur les marques Kores pour les marchés-clés d'Allemagne, France, Italie, Royaume-Uni, Pays-Bas et Scandinavie. La société a lancé en Allemagne un programme complet de consommables pour imprimantes, y compris les cartouches laser, cartouches à jet d'encre et rubans.
En 2011, Kores Prague a célébré ses 15 années de production à son usine de production Strmilov. Kores exploite deux sites de production principaux à Mexico et à Strmilov, en République tchèque.

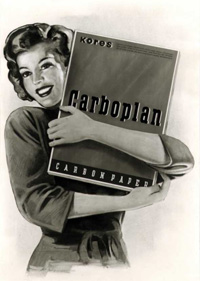
Kores Carbon Paper